# Lena Schelke
Lena Schelke er en dansk tidligere fodboldspiller fra Sundby. Hun var reservemålmand på det danske hold som vandt i VM-finalen i 1971 i Mexico City mod værtsnationen Mexico.